# 寧波櫟社国際空港
寧波櫟社国際空港（ニンポーれきしゃこくさいくうこう）は中華人民共和国浙江省寧波市に位置する国際空港。長城航空（現在の中国東方航空浙江分公司）が同空港をハブ空港としていた。

## 概要
寧波市中心部から西南約12kmの場所に位置する。中国民用航空総局の「2007年民航機場生産統計公報」によると、2007年の同空港の旅客取り扱い量は330万626人（中国の民間空港中第30位）、貨物取り扱い量は3万9642.6トン（同第26位）、離着陸回数は、3万1541回（同第35位）。

## 沿革
- 1984年11月16日　寧波荘橋空港（軍用空港）に初めて民間機が着陸する。
- 1985年　国務院と中央軍事委員会が寧波に民間空港を建設する計画を批准する。
- 1990年6月30日　寧波櫟社空港が開港する。建設費は1億2600万元。
- 1992年7月　国務院が同空港の国際線取り扱いを承認し、香港との直行便が就航する。
- 1995年12月　海南航空が同空港にハンガーを建設する。
- 1997年3月　長城航空のハブ空港が同空港に移転される。
- 1998年11月　寧波 - マカオ - 台北・高雄線が就航する。
- 1998年年末　国際航空貨物の取り扱いを開始する。
- 2002年10月8日　7億7000万元をかけた新しい空港ターミナルビルが完成する。
- 2004年4月28日　空港管理が寧波市から寧波櫟社国際機場有限公司に譲渡される。
- 2005年3月1日　寧波-香港の貨物便が就航する。
- 2005年4月1日　国務院が外国籍の航空会社にも同空港の使用許可を出す。
- 2005年9月12日　外国籍の航空会社の使用に対する国家検査に合格する。
- 2005年11月29日　民航総局の審査を得て、寧波櫟社国際空港に昇格する。
- 2006年2月16日　滑走路が10,499ft(3200m)に延長される。
- 2006年2月16日　初の定期国際便である中国東方航空のエアバスA320が仁川国際空港へ向けて飛び立つ。

## 就航路線
- 中国国際航空 - 北京
- キャセイドラゴン航空 - 香港
- 中国東方航空 - 北京、広州、海口、香港、昆明、上海（浦東）、上海（虹橋）、深圳、武漢、静岡[1]
- 中国南方航空 - 大連、広州、青島、三亜、汕頭、瀋陽、武漢
- 上海航空 - 上海（浦東）、ブダペスト
- 海南航空 - 北京、長沙、広州、昆明、青島、深圳、徐州、鄭州
- 香港エクスプレス航空 - 香港
- 山東航空 - 青島、アモイ
- 四川航空 - 南昌
- アモイ航空 - 長沙、福州、青島、アモイ
- 大韓航空 - ソウル
- アシアナ航空 - ソウル
- 春秋航空 -大阪/関西、 名古屋/中部
- スプリング・ジャパン - 東京/成田[2]

## 交通アクセス
- 寧波軌道交通(寧波地下鉄)2号線
  - 櫟社国際機場駅